# アルトゥール・キシェンコ
アルトゥール・キシェンコ（Artur Kyshenko、1986年11月14日 - ）は、ウクライナの男性キックボクサー。オデッサ州オデッサ出身。キャプテン・オデッサ→マイクスジム所属。
相手に地獄の苦しみを与えるボディブローと、モデルのような端正なルックスから美しき死神と呼ばれる。

## 来歴
極貧の家庭に生まれた。父親は蒸発、家族を養うために11歳からボクシング、12歳からムエタイを始める。
2006年3月10日、19歳でK-1 WORLD MAX リトアニア大会の東欧予選で優勝。
2006年6月30日、K-1 WORLD MAX 2006 〜世界一決定トーナメント決勝戦〜のリザーブファイトで日本デビュー。オランダ大会の西欧地区予選で優勝したライアン・シムソンと対戦し判定勝ち。谷川貞治K-1イベントプロデューサーは「来年はベスト8に入る」と期待のコメントを寄せた。
2006年9月4日、K-1 WORLD MAX 2006 〜世界王者対抗戦〜でHAYATOと対戦し、延長判定負け。試合後、「勝ったと思っています。3Rですべてカタをつけるということで練習していたので、延長に入ったことは驚きました」とコメントした。
2007年6月28日、K-1 WORLD MAX 2007 〜世界一決定トーナメント開幕戦〜のトーナメント1回戦でイ・スファンと対戦し、左右のコンビネーションからの左フックでKO勝ち。約1か月後の7月21日、K-1 FIGHTING NETWORK KHAN 2007 〜世界対抗戦〜では、地元韓国で同胞のリベンジを図ったイム・チビンにTKOで返り討ちにした。
2007年10月3日、K-1 WORLD MAX 2007 〜世界一決定トーナメント決勝戦〜の準々決勝ではマイク・ザンビディスに延長の末判定勝利を収め、準決勝で魔裟斗と対戦。右ストレートを決め魔裟斗をグラつかせる場面を作るも、右ガードの下がった所に左フックを貰いKO負け。ベスト4に終わった。
2008年2月2日、K-1 WORLD MAX 2008のスーパーファイトで我龍真吾と対戦し、左フックで3度ダウンを奪いKO勝ち。
2008年4月9日、K-1 WORLD MAX 2008 FINAL16のトーナメント1回戦でジョーダン・タイと対戦。2Rに右フックでダウンを奪われるも、延長まで持ち込み判定勝ち。
2008年7月7日、K-1 WORLD MAX 2008 FINAL8のトーナメント準々決勝で城戸康裕と対戦し、判定勝ち。
2008年10月1日、K-1 WORLD MAX 2008 FINALのトーナメント準決勝でアンディ・サワーと対戦し、延長R判定勝ち。決勝では魔裟斗と対戦、2Rに右フックでダウンを奪ったが、判定負け。準優勝となった。当時は「優勢選手に必ず10ポイントを付ける」というルールがあったにもかかわらず、9ポイントしか付かなかったため、疑惑の判定となった。
2008年12月31日、Dynamite!! 〜勇気のチカラ2008〜で佐藤嘉洋と対戦し、2-0の判定勝ちを収めた。
2009年4月21日、K-1 WORLD MAX 2009 FINAL16のトーナメント1回戦でアルビアール・リマと対戦し、1Rに3ダウンを奪いKO勝ちを収めた。
2009年7月13日、K-1 WORLD MAX 2009 FINAL8のトーナメント準々決勝でアンディ・サワーと再戦し、一進一退の攻防を繰り広げ延長まで縺れ込むも判定負け。
2010年5月29日、IT'S SHOWTIME 70kg MAX世界王者ムラット・ディレッキーとノンタイトルマッチで対戦し、判定勝ち。
2010年7月31日、RISE 68のメインイベントで日菜太と対戦し、三日月蹴りでKO負け。
2010年10月3日、K-1 WORLD MAX 2010 FINAL16でモハメド・カマルと対戦し、0-3の判定負けを喫した。
2011年からマイクスジムに移籍。
2012年3月24日、Fight Codeでジョルジオ・ペトロシアンと対戦し、判定負けを喫した。
2012年5月27日、K-1 RISING 2012～K-1 WORLD MAX FINAL 16～in MADRIDでイ・スファンと再戦し、2RKO勝ち。
2012年12月15日、K-1 WORLD MAX 2012 FINAL 8 の準々決勝でクリス・ナビンギに2RKO勝ち。準決勝でアンディ・サワーに判定勝ち。決勝でマーセル・グローエンハートと対戦し、1Rにダウンを奪うが逆転され、3RKO負け。準優勝に終わった。
2013年12月21日、GLORY 13 TOKYOにてウェルター級(77キロ)契約で拳月と対戦し、判定勝ち。
2016年7月31日、Kunlun Fight 48にて、後にUFC世界ミドル級王者、GLORY世界ミドル級王者、GLORY世界ライトヘビー級王者となるアレックス・ペレイラと対戦し、2RTKO勝ち。

## 戦績
| キックボクシング 戦績 | キックボクシング 戦績 | キックボクシング 戦績 | キックボクシング 戦績 | キックボクシング 戦績 | キックボクシング 戦績 | キックボクシング 戦績 |
| --------------------- | --------------------- | --------------------- | --------------------- | --------------------- | --------------------- | --------------------- |
| 86 試合               | (T)KO                 | 判定                  | その他                | 引き分け              | 無効試合              |                       |
| 72 勝                 | 37                    |                       | 0                     | 1                     | 1                     |                       |
| 12 敗                 | 4                     |                       |                       | 1                     | 1                     |                       |

| 勝敗 | 対戦相手                           | 試合結果                                     | 大会名                                                                            | 開催年月日     |
| ○    | Timur Aylyarov                     | 3R 2:40 TKO                                  | Kunlun Fight 74                                                                   | 2018年5月13日  |
| ○    | Andrey Chekhonin                   | 1R 1:29 KO（左ボディーブロー）               | Kunlun Fight 68                                                                   | 2017年12月17日 |
| ○    | コンスタンティーノ・ナンガ         | 3R KO（左フック）                            | Rumble Of The Kings                                                               | 2017年11月25日 |
| ○    | ガブリエレ・カゼッラlla            | 3R終了 判定3-0                               | Kunlun Fight 62                                                                   | 2017年6月10日  |
| ○    | Zakaria Baitar                     | 2R 1:15 TKO（右ストレート→左ボディーブロー） | Kunlun Fight 60                                                                   | 2017年4月23日  |
| ○    | アレックス・ペレイラ               | 2R 2:55 TKO                                  | Kunlun Fight 48                                                                   | 2016年7月31日  |
| ○    | ジョナタン・オリベイラ             | 3R終了 判定3-0                               | Kunlun Fight 45                                                                   | 2016年6月5日   |
| ○    | マーセル・グローエンハート         | 3R+延長1R終了 判定                           | Kunlun Fight 43                                                                   | 2016年4月23日  |
| ○    | ドミトリー・バルネ                 | 1R 0:22 KO                                   | Kunlun Fight 35 【80kg級トーナメント 決勝】                                       | 2015年12月19日 |
| ○    | Eyevan Danenberg                   | 2R 3:00 KO（右フック）                       | Kunlun Fight 35 【 80kg級トーナメント 準決勝】                                    | 2015年12月19日 |
| ○    | Hicham El Gaoui                    | 3R終了 判定                                  | Enfusion Live 34                                                                  | 2015年11月21日 |
| ○    | ルーベン・リー                     | 3R終了 判定                                  | IFC 3                                                                             | 2015年10月24日 |
| ○    | Cedric Tousch                      | 3R終了 判定3-0                               | Its Fight Time                                                                    | 2015年9月12日  |
| ○    | ドミトリー・バルネ                 | 3R終了 判定2-1                               | Kunlun Fight 25                                                                   | 2015年5月15日  |
| ○    | ジョナタン・オリベイラ             | 3R 1:20 KO（左ボディーブロー）               | Kunlun Fight 23 【 80kg級トーナメント 1回戦】                                     | 2015年4月26日  |
| ○    | Bai Jinbin                         | 1R 2:48 KO                                   | Kunlun Fight 18                                                                   | 2015年2月1日   |
| ○    | Andrei Leuştean                    | 3R終了 判定3-0                               | KOK World GP 2014 in Chișinău                                                     | 2014年12月20日 |
| ○    | Radoslaw Paczuski                  | 3R 0:38 TKO（コーナーストップ）              | KOK World GP 2014 in Gdansk                                                       | 2014年10月17日 |
| ×    | Karapet Karapetyan                 | 3R終了 判定0-3                               | Glory 14: Zagreb                                                                  | 2014年3月8日   |
| ○    | Wen Jindo                          | 1R 1:23 KO（右ハイキック）                   | Hero Legends                                                                      | 2014年1月3日   |
| ○    | 拳月                               | 3R終了 判定3-0                               | GLORY 13 TOKYO                                                                    | 2013年12月21日 |
| ○    | Baker Barakat                      | 1R TKO                                       | KOK World Grand Prix 2013                                                         | 2013年11月23日 |
| ○    | Yuri Bessmertny                    | 3R+延長1R終了 判定3-0                        | Legend 1                                                                          | 2013年5月25日  |
| ○    | Denis Makouski                     | 1R TKO                                       | K-1 World Grand Prix 2013 in Vilnius                                              | 2013年4月27日  |
| ×    | Abraham Roqueñi                    | 3R終了 判定1-2                               | Enfusion Live: Barcelona                                                          | 2013年3月9日   |
| ×    | マーセル・グローエンハート         | 3R 0:54 KO（右フック）                       | K-1 WORLD MAX 2012 FINAL 8 【決勝】                                               | 2012年12月15日 |
| ○    | アンディ・サワー                   | 3R終了 判定3-0                               | K-1 WORLD MAX 2012 FINAL 8 【準決勝】                                             | 2012年12月15日 |
| ○    | クリス・ナギンビ                   | 2R 1:48 TKO（レフェリーストップ）            | K-1 WORLD MAX 2012 FINAL 8 【準々決勝】                                           | 2012年12月15日 |
| ○    | イ・スファン                       | 2R KO（左ストレート）                        | K-1 RISING 2012～K-1 WORLD MAX FINAL 16～in MADRID 【1回戦】                      | 2012年5月27日  |
| ×    | ジョルジオ・ペトロシアン           | 3R終了 判定0-3                               | Fight Code                                                                        | 2012年3月24日  |
| ○    | ロベルト・コッコ                   | 3R終了 判定3-0                               | Thai Boxe Mania                                                                   | 2012年2月5日   |
| ○    | ヨードセングライ・フェアテックス   | 3R終了 判定3-0                               | Rumble of the Kings 2011                                                          | 2011年11月26日 |
| ×    | ロビン・ファン・ロスマレン         | 1R 2:20 KO（左フック）                       | It's Showtime "Fast & Furious 70 MAX"トーナメント 【決勝】                        | 2011年9月24日  |
| ○    | アンディ・サワー                   | 3R終了 判定5-0                               | It's Showtime "Fast & Furious 70 MAX"トーナメント 【準決勝】                      | 2011年9月24日  |
| ○    | ドラゴ                             | 3R 1:03 TKO（レフリーストップ）              | It's Showtime "Fast & Furious 70 MAX"トーナメント 【準々決勝】                    | 2011年9月24日  |
| ○    | ニキー・ホルツケン                 | 3R終了 判定3-0                               | United Glory - 2010-2011 World Series Finals                                      | 2011年5月28日  |
| ○    | ドラゴ                             | 3R終了 判定5-0                               | It's Showtime                                                                     | 2011年3月6日   |
| ○    | マーカス・エバーグ                 | 3R終了 判定                                  | K-1 Scandinavia Rumble of the Kings 2010                                          | 2010年11月27日 |
| ×    | モハメド・カマル                   | 3R終了 判定0-3                               | K-1 WORLD MAX 2010 IN SEOUL -70kg World Championship Tournament FINAL16 【1回戦】 | 2010年10月3日  |
| ×    | 日菜太                             | 3R 1:23 KO（左三日月蹴り）                   | RISE 68                                                                           | 2010年7月31日  |
| ○    | ムラット・ディレッキー             | 3R終了 判定4-1                               | It's Showtime 2010 Amsterdam                                                      | 2010年5月29日  |
| ○    | ウラジミール・モラフチク           | 2R 2:43 KO（右ハイキック）                   | K-1 ColliZion 2009 Final Tournament 【スーパーファイト】                          | 2009年12月12日 |
| ○    | アッベ・ヨーフ                     | 3R終了 判定3-0                               | K-1 Rumble of the Kings 2009 in Stockholm                                         | 2009年11月20日 |
| ○    | トゥファン・"ストーム"・サラフズン | 3R 1:50 KO（左跳び膝蹴り）                   | K-1 WORLD MAX 2009 World Championship Tournament FINAL                            | 2009年10月26日 |
| ×    | アンディ・サワー                   | 3R+延長R終了 判定0-3                         | K-1 WORLD MAX 2009 World Championship Tournament FINAL8 【準々決勝】              | 2009年7月13日  |
| ○    | アルビアール・リマ                 | 1R 2:56 KO（3ノックダウン：左フック）        | K-1 WORLD MAX 2009 World Championship Tournament FINAL16 【1回戦】                | 2009年4月21日  |
| ○    | 佐藤嘉洋                           | 3R終了 判定2-0                               | Dynamite!! 〜勇気のチカラ2008〜                                                   | 2008年12月31日 |
| ○    | ヴァディム・クローミー             | 2R KO（キック）                              | K-1 WORLD GP 2008 IN RIGA 【スーパーファイト】                                    | 2008年11月22日 |
| ×    | 魔裟斗                             | 3R+延長R終了 判定0-3                         | K-1 WORLD MAX 2008 World Championship Tournament FINAL 【決勝】                   | 2008年10月1日  |
| ○    | アンディ・サワー                   | 3R+延長R終了 判定3-0                         | K-1 WORLD MAX 2008 World Championship Tournament FINAL 【準決勝】                 | 2008年10月1日  |
| ○    | 城戸康裕                           | 3R終了 判定3-0                               | K-1 WORLD MAX 2008 World Championship Tournament FINAL8 【準々決勝】              | 2008年7月7日   |
| ○    | ジョーダン・タイ                   | 3R+延長R終了 判定3-0                         | K-1 WORLD MAX 2008 World Championship Tournament FINAL16 【1回戦】                | 2008年4月9日   |
| ○    | 我龍真吾                           | 1R 3:00 KO（3ノックダウン：左フック）        | K-1 WORLD MAX 2008 〜日本代表決定トーナメント〜                                   | 2008年2月2日   |
| ○    | ディアス・カセノフ                 | 5R終了 判定                                  | WMC-IFMA World Muay Thai Championships                                            | 2007年12月5日  |
| ○    | アレックス・シュミット             | 5R終了 判定                                  | WMC-IFMA World Muay Thai Championships                                            | 2007年12月2日  |
| ○    | シャムシ・ジャデール               | 2R TKO（レフェリーストップ）                 | WMC-IFMA World Muay Thai Championships                                            | 2007年11月27日 |
| ×    | 魔裟斗                             | 2R 0:41 KO（左フック）                       | K-1 WORLD MAX 2007 〜世界一決定トーナメント決勝戦〜 【準決勝】                    | 2007年10月3日  |
| ○    | マイク・ザンビディス               | 延長R終了 判定3-0                            | K-1 WORLD MAX 2007 〜世界一決定トーナメント決勝戦〜 【準々決勝】                  | 2007年10月3日  |
| ○    | イム・チビン                       | 2R 1:04 TKO（3ノックダウン：右ローキック）   | K-1 FIGHTING NETWORK KHAN 2007 〜世界対抗戦〜                                     | 2007年7月21日  |
| ○    | イ・スファン                       | 3R 1:26 KO（左フック）                       | K-1 WORLD MAX 2007 〜世界一決定トーナメント開幕戦〜 【1回戦】                     | 2007年6月28日  |
| ○    | サンドリス・トムソン               | 1R TKO（3ノックダウン）                      | K-1 EUROPE MAX 2007 GP                                                            | 2007年3月17日  |
| ×    | ミハイル・チャリーク               | 延長R終了 判定1-2                            | WKBF World title (76kg) Semi-finals                                               | 2006年12月20日 |
| ×    | HAYATO                             | 延長R終了 判定0-3                            | K-1 WORLD MAX 2006 〜世界王者対抗戦〜                                             | 2006年9月4日   |
| ○    | ライアン・シムソン                 | 3R終了 判定2-0                               | K-1 WORLD MAX 2006 〜世界一決定トーナメント決勝戦〜 【リザーブファイト】          | 2006年6月30日  |
| ○    | カリム・ベゾウフ                   | 不戦勝                                       | IFMA World Muay Thai Championships                                                | 2006年6月7日   |
| ○    | モハメド・ラホーイ                 | 3R TKO                                       | IFMA World Muay Thai Championships                                                | 2006年6月5日   |
| ○    | ディアス・カセノフ                 | 4R TKO（ローキック）                         | IFMA World Muay Thai Championships                                                | 2006年6月3日   |
| ○    | コンスタンチン・トゥトゥ           | 2R KO（パンチ）                              | IFMA World Muay Thai Championships                                                | 2006年6月2日   |
| －   | イブラヒム・タマザエフ             | ノーコンテスト（頭突き）                     | WBKF European title @ Club "Arbat"                                                | 2006年5月10日  |
| ○    | オレクサンドル・メドベデフ         | 不明                                         | 11th Ukrainian Muay Thai championships                                            | 2006年4月2日   |
| ○    | アレクサンダー・デムチェンコ       | 3R TKO                                       | Fight Club Arbat                                                                  | 2006年3月29日  |
| ○    | マウリス・ブジンスカ               | 1R 1:42 TKO（タオル投入）                    | K-1 EAST EUROPE MAX 2006 【決勝】                                                 | 2006年3月10日  |
| ○    | ユーリ・ブラッド                   | 3R 1:16 TKO（ドクターストップ）              | K-1 EAST EUROPE MAX 2006 【準決勝】                                               | 2006年3月10日  |
| ○    | エジディウス・ブランディサウス     | 1R 2:20 KO（ボディブロー）                   | K-1 EAST EUROPE MAX 2006 【1回戦】                                                | 2006年3月10日  |
| △    | デニス・ラエフスキー               | 3R終了 判定ドロー                            | Ukraine vs Belarus                                                                | 2005年12月9日  |
| ○    | ディミトリー・キルパン             | 不明                                         | 10th Ukrainian Muay Thai championships                                            | 2005年4月3日   |
| ○    | アレン・オフォイオー               | 3R終了 判定3-0                               | Ukraine vs Kyrgyz @ Club Arbat                                                    | 2004年2月11日  |

## 獲得タイトル
- ファイティングアート2004 世界チャンピオン
- アマチュアムエタイ ヨーロッパ チャンピオン
- ウクライナ ムエタイ選手権 準優勝
- K-1 WORLD MAX 2006 東欧予選 優勝
- K-1 WORLD MAX 2008 世界一決定トーナメント 準優勝
- Kings of Kickboxing 71kg級王座（2013年）
- Kunlun Fight 80kg級トーナメント 優勝（2015年）